# Null-Stunden-Vertrag
Ein Null-Stunden-Vertrag (englisch zero-hour contract) ist ein Vertrag, bei dem die Parteien vereinbaren, dass die eine Partei Dienste für die andere Partei erbringt und dafür eine Vergütung erhält. Die Besonderheit besteht darin, dass vertraglich eine Mindestbeschäftigungszeit von null Stunden festgelegt wird. Der Dienstverpflichtete soll nur dann tätig werden, wenn der Dienstberechtigte einen entsprechenden Bedarf an der Dienstleistung hat.
Wenn der Dienstverpflichtete berechtigt ist, im Einzelfall die Dienstleistung trotz Anforderung abzulehnen, wenn er also weisungsfrei ist, handelt es sich bei dem Vertrag um einen Dienstvertrag im engeren Sinne. Besteht ein solches Ablehnungsrecht nicht, so ist der Vertrag als Arbeitsvertrag einzuordnen. In diesem Fall spricht man von einem Null-Stunden-Arbeitsvertrag. Nach deutschem Recht sind Null-Stunden-Arbeitsverträge als Arbeit auf Abruf zu qualifizieren. Arbeit auf Abruf unterliegt als besondere Form der Teilzeitarbeit den Regelungen des Teilzeit- und Befristungsgesetzes (TzBfG), insbesondere § 12 TzBfG. Ein Null-Stunden-Arbeitsvertrag muss daher nach deutschem Recht eine bestimmte Dauer der wöchentlichen und täglichen Arbeitszeit festlegen. Fehlt eine solche Festlegung – wie bei Null-Stunden-Verträgen üblich –, gilt eine wöchentliche Arbeitszeit von zwanzig Stunden als vereinbart. Der Vertrag selbst bleibt wirksam.
Null-Stunden-Verträge sind für den Dienstberechtigten wirtschaftlich vorteilhaft, weil er nur dann eine Vergütung zahlen muss, wenn der Dienstverpflichtete auch tatsächlich tätig ist. Wenn keine Arbeit anfällt, wird auch keine Vergütung gezahlt. Aus ökonomischer Sicht haben Null-Stunden-Verträge daher eine ähnliche Funktion wie Werkverträge oder wie die Arbeitnehmerüberlassung.
Zero-hours contracts sind insbesondere im Vereinigten Königreich und den Niederlanden weit verbreitet. Statistiker gehen von etwa 1,4 Millionen solcher Verträge in Großbritannien aus. Die Regulierung von Null-Stunden-Verträgen war ein zentrales Wahlkampfthema vor den Britischen Unterhauswahlen 2015. Auch in den Niederlanden arbeiten beinahe eine Million Menschen als Bereitschaftsarbeiter ohne feste Arbeitszeit.